# III Batallón de Fortaleza de la Luftwaffe
El III Batallón de Fortaleza de la Luftwaffe (III. Luftwaffen-Festungs-Bataillon) fue una unidad de la Luftwaffe durante la Segunda Guerra Mundial.

## Historia
Fue formado en septiembre de 1944 desde el 1203.º Batallón de Campaña de la Luftwaffe en el VI Comando Administrativo Aéreo con 3 compañías, entró en acción en Venlo. Para la formación se recurrió a personal de la 9ª Escuela de pilotos en Grottkau y varias otras escuelas de pilotos. El 14 de septiembre de 1944 el batallón llegó a Helmond en los Países Bajos y unos días después a Venray. Fue disuelto el 16 de octubre de 1944 después de ser absorbido por la 180.ª División en Walküre. El 2 de diciembre de 1944 fue ordenada por el II Cuerpo de Paracaidistas la disolución del batallón. El 12 de diciembre de 1944 es renombrado como el III Batallón/1221.º Regimiento de Granaderos.
| Unidad       | Correo Postal |
| Plana Mayor  | 61439 A       |
| 1.ª Compañía | 61439 B       |
| 2.ª Compañía | 61439 C       |
| 3.ª Compañía | 61439 D       |